# Fujikawa Takayuki
Takayuki Fujikawa (sinh ngày 10 tháng 10 năm 1962) là một cầu thủ bóng đá người Nhật Bản.

## Sự nghiệp câu lạc bộ
Takayuki Fujikawa đã từng chơi cho Verdy Kawasaki.

## Thống kê câu lạc bộ

### J.League
| Đội            | Năm       | J.League | J.League | J.League Cup | J.League Cup | Tổng cộng | Tổng cộng |
| Đội            | Năm       | Trận     | Bàn      | Trận         | Bàn          | Trận      | Bàn       |
| -------------- | --------- | -------- | -------- | ------------ | ------------ | --------- | --------- |
| Verdy Kawasaki | 1992      | -        | -        | 2            | 0            | 2         | 0         |
| Verdy Kawasaki | 1993      | 9        | 0        | 0            | 0            | 9         | 0         |
| Verdy Kawasaki | 1994      | 6        | 0        | 1            | 0            | 7         | 0         |
| Verdy Kawasaki | 1995      | 11       | 0        | -            | -            | 11        | 0         |
| Tổng cộng      | Tổng cộng | 26       | 0        | 3            | 0            | 29        | 0         |